# Bohemannia suiphunella
Bohemannia suiphunella là một loài bướm đêm thuộc họ Nepticulidae. Nó được miêu tả bởi R.K. Puplesis năm 1984. Nó được tìm thấy ở vùng Viễn Đông Nga.